# Municipio de Leipzig
El municipio de Leipzig (en inglés: Leipzig Township) es un municipio ubicado en el condado de Grant en el estado estadounidense de Dakota del Norte. En el año 2010 tenía una población de 39 habitantes y una densidad poblacional de 0,42 personas por km².

## Geografía
El municipio de Leipzig se encuentra ubicado en las coordenadas 46°30′31″N 101°51′3″O / 46.50861, -101.85083. Según la Oficina del Censo de los Estados Unidos, el municipio tiene una superficie total de 93.19 km², de la cual 93,18 km² corresponden a tierra firme y (0 %) 0 km² es agua.

## Demografía
Según el censo de 2010, había 39 personas residiendo en el municipio de Leipzig. La densidad de población era de 0,42 hab./km². De los 39 habitantes, el municipio de Leipzig estaba compuesto por el 100 % blancos. Del total de la población el 0 % eran hispanos o latinos de cualquier raza.